# Tsjecho-Slowakije op de Olympische Winterspelen 1972
Tijdens de Olympische Winterspelen van 1972, die in Sapporo (Japan) werden gehouden, nam Tsjecho-Slowakije voor de elfde keer deel.

## Medailleoverzicht
| Sport       | Olympiër        | Discipline | Medaille |
| ----------- | --------------- | ---------- | -------- |
| Kunstrijden | Ondrej Nepela   | mannen     | Goud     |
| Langlaufen  | Helena Šikolová | 5 km (v)   | Brons    |
| IJshockey   | Olympisch team  | mannen     | Brons    |

## Deelnemers en resultaten

### Biatlon
| Olympiër                                         | Discipline             | Resultaat | Prestatie                                                                                             |
| ------------------------------------------------ | ---------------------- | --------- | --- |
| Ladislav Žižka                                   | 20 km (m)              | 36e       | 1:27.35,81 (+11.40,31) pen.: 11                                                                       |
| Arnošt Hájek                                     | 20 km (m)              | 39e       | 1:28.22,37 (+12.26,87) pen.: 9                                                                        |
| Stanislav Fajstavr                               | 20 km (m)              | 44e       | 1:28.53,33 (+12.57,83) pen.: 9                                                                        |
| Pavel Ploc                                       | 20 km (m)              | 47e       | 1:29.38,79 (+13.43,29) pen.: 11                                                                       |
| Ladislav Žižka Pavel Ploc Ján Húska Arnošt Hájek | 4x7,5 km estafette (m) | 12e       | 2:03.08,17 (+11.23,25) pen.: 3-20 (0-5 / 1-5 / 0-4 / 2-6) (28.59,51 / 30.38,69 / 31.29,79 / 32.00,18) |

### Kunstrijden
| Olympiër      | Discipline | Resultaat | Prestatie              |
| ------------- | ---------- | --------- | ---------------------- |
| Ondrej Nepela | mannen     | Goud      | pc. 9,0; 2739,1 punten |

### Langlaufen
| Olympiër                                               | Discipline            | Resultaat | Prestatie                                                         |
| ------------------------------------------------------ | --------------------- | --------- | ----------------------------------------------------------------- |
| Ján Fajstavr                                           | 15 km (m)             | 29e       | 48.18,22 (+2.49,98)                                               |
| Ján Fajstavr                                           | 30 km (m)             | 34e       | 1:44.49,45 (+8.18,30)                                             |
| Ján Fajstavr                                           | 50 km (m)             | 19e       | 2:51.12,92 (+7.58,17)                                             |
| Stanislav Henych                                       | 15 km (m)             | 21e       | 47.25,81 (+1.57,57)                                               |
| Stanislav Henych                                       | 30 km (m)             | 9e        | 1:39.24,29 (+2.53,14)                                             |
| Ján Michalko                                           | 15 km (m)             | 30e       | 48.31,64 (+3.03,40)                                               |
| Ján Michalko                                           | 30 km (m)             | 40e       | 1:46.19,36 (+9.48,21)                                             |
| Ján Michalko                                           | 50 km (m)             | 30e       | 2:58.31,83 (+15.17,08)                                            |
| Stanislav Henych Ján Fajstavr Ján Michalko Ján Ilavský | 4x10 km estafette (m) | 8e        | 2:11.27,55 (+6.39,61) (32.00,85 / 31.51,70 / 33.19,57 / 34.15,43) |
| Alena Bartošová                                        | 5 km (v)              | 16e       | 17.47,25 (+46,75)                                                 |
| Alena Bartošová                                        | 10 km (v)             | 27e       | 37.01,73 (+2.43,91)                                               |
| Milena Chlumová                                        | 5 km (v)              | 27e       | 18.12,22 (+1.11,72)                                               |
| Milena Chlumová                                        | 10 km (v)             | 26e       | 36.59,87 (+2.42,05)                                               |
| Milena Cillerová                                       | 5 km (v)              | 22e       | 17.56,22 (+55,72)                                                 |
| Milena Cillerová                                       | 10 km (v)             | 30e       | 37.40,70 (+3.22,88)                                               |
| Helena Šikolová                                        | 5 km (v)              | Brons     | 17.07,32 (+6,82)                                                  |
| Helena Šikolová                                        | 10 km (v)             | 7e        | 35.29,33 (+1.11,51)                                               |
| Alena Bartošová Helena Šikolová Milena Cillerová       | 3x5 km estafette (v)  | 6e        | 51.16,16 (+2.30,01) (17.35,77 / 17.06,47 / 16.33,92)              |

### Noordse combinatie
| Olympiër         | Discipline | Resultaat | Prestatie                                       |
| ---------------- | ---------- | --------- | ----------------------------------------------- |
| Tomáš Kučera     | mannen     | 6e        | 387,935 punten schans: 191,8 p 15 km: 196,135 p |
| Ladislav Rygl    | mannen     | 26e       | 355,755 punten schans: 160,4 p 15 km: 195,355 p |
| Jaroslav Svoboda | mannen     | 28e       | 351,605 punten schans: 175,9 p 15 km: 175,705 p |
| Libor Foltman    | mannen     | dnf       | opgave                                          |

### Schansspringen
| Olympiër       | Discipline         | Resultaat | Prestatie                                          |
| -------------- | ------------------ | --------- | -------------------------------------------------- |
| Rudolf Höhnl   | normale schans (m) | 29e       | 201,6 punten 100,8 p. (73,5 m) + 100,8 p. (73,5 m) |
| Zbyněk Hubač   | normale schans (m) | 11e       | 217,8 punten 113,1 p. (79,0 m) + 104,7 p. (75,0 m) |
| Zbyněk Hubač   | grote schans (m)   | 15e       | 194,7 punten 96,1 p. (91,5 m) + 98,6 p. (91,5 m)   |
| Karel Kodejška | normale schans (m) | 7e        | 220,2 punten 114,7 p. (80,0 m) + 105,5 p. (75,5 m) |
| Jiří Raška     | normale schans (m) | 5e        | 224,8 punten 112,3 p. (78,5 m) + 112,5 p. (78,0 m) |
| Jiří Raška     | grote schans (m)   | 10e       | 204,7 punten 111,1 p. (99,0 m) + 93,6 p. (89,0 m)  |
| Leoš Škoda     | grote schans (m)   | 26e       | 176,3 punten 96,3 p. (89,5 m) + 80,0 p. (85,0 m)   |

### IJshockey
| Olympiër | Discipline | Resultaat | Prestatie |
| --- | ---------- | --------- | --- |
| Vladimír Dzurilla Jiří Holeček Vladimír Bednář Rudolf Tajcnár Oldřich Machač František Pospíšil Josef Horešovský Karel Vohralík Václav Nedomanský Jiří Holík Jaroslav Holík Jiří Kochta Eduard Novák Richard Farda Josef Černý Vladimír Martinec Ivan Hlinka Bohuslav Šťastný | mannen     | Brons     | kwalificatieronde: 8 - 2 Tsjecho-Slowakije - Japan A-groep (1e-6e plaats): 14 - 1 Tsjecho-Slowakije - Polen 1 - 5 Tsjecho-Slowakije - Verenigde Staten 7 - 1 Tsjecho-Slowakije - Finland 2 - 1 Tsjecho-Slowakije - Zweden 2 - 5 Tsjecho-Slowakije - Sovjet-Unie |

Argentinië · Australië · België · Bondsrepubliek Duitsland · Bulgarije · Canada · Duitse Democratische Republiek · Filipijnen · Finland · Frankrijk · Griekenland · Groot-Brittannië · Hongarije · Iran · Italië · Japan · Joegoslavië · Libanon · Liechtenstein · Mongolië · Nederland · Nieuw-Zeeland · Noord-Korea · Noorwegen · Oostenrijk · Polen · Roemenië · Sovjet-Unie · Spanje · Taiwan · Tsjecho-Slowakije · Verenigde Staten · Zuid-Korea · Zweden · Zwitserland